# Hjärninflammation
Hjärninflammation (encefalit) är en inflammation i hjärnan som oftast är orsakad av virus. Sjukdomen är livshotande och kan leda till döden om den drabbade personen inte får behandling.
Symptomen är svår huvudvärk, stelhet i nacken (om hjärnhinnorna också är inflammerade), feber, kräkningar, ljuskänslighet, medvetanderubbningar som slöhet samt i allvarliga fall epilepsianfall och förlamningar.

## Orsaker
Hjärnan kan infekteras av bland annat virus, bakterier, protozoer och prioner. De vanligaste typerna av virusinfektioner i hjärnan i Sverige är herpesvirus och TBE (tick-borne encephalitis, det vill säga fästingburen hjärninflammation). Vid infektion med hiv ses ofta hjärninflammation. 
Flera typer av bakterier som meningokocker och pneumokocker kan orsaka hjärninflammation.  Protozoen Toxoplasma gondii (kattparasit) kan ge svår hjärninflammation hos personer med nedsatt immunförsvar. Prionsjukdomen Creutzfeldt-Jakobs sjukdom (galna kosjukan) är en långsamt förlöpande hjärninflammation. Vid tuberkulos och syfilis förekommer hjärninflammation.
Hjärninflammation, som orsakas av ett smittämne såsom virus, kallas primär hjärninflammation. Sekundär eller post-infektiös hjärninflammation är en relativt sällsynt komplikation till en virusinfektion som vattkoppor. Post-infektiös hjärninflammation ger symptom sedan den drabbade personen tillfrisknat från den ursprungliga infektionen.
Det har också rapporterats att någon form av gift i litchifrukter kan leda till hjärninflammation .

## Behandling
Hjärninflammation ska behandlas på sjukhus med läkemedelsbehandling direkt in i en ven mot det smittämne, som orsakar hjärninflammationen. De flesta smittämnen kan behandlas effektivt men detta gäller för närvarande inte till exempel TBE och Creutzfeldt-Jakobs sjukdom.